# Leone Allacci
Leone Allacci, o Allacio, Allacius, Allatius (Chio, 1586 circa – Roma, 19 gennaio 1669), è stato un teologo e studioso greco, di espressione latina.
«Ricordato per la Drammaturgia e per i dotti lavori sulla media ed infima letteratura bizantina, e soprattutto sulla Chiesa orientale, il bibliotecario vaticano Leone Allacci (Leo Allatius, o talvolta Allacius), corrispondente di molti tra i principali intellettuali e politici del Seicento, sempre più si rivela come una delle figure centrali degli studi romani nel secolo, con interessi talmente numerosi da consentirci probabilmente di considerarlo l’esemplare poligrafo romano dell’età della Controriforma.»

## Biografia
Leone Allacci nacque a Chio nel 1586 da Nicola Allatios (Ἁλάτζης, in ital. Allacci, Allaccio o Allazio); fece i primi studi sotto lo zio materno Michele Neuridis, che lo portò a Roma per collocarlo nel collegio greco di Sant'Atanasio istituito nel 1577 da Gregorio XIII per l'istruzione dei giovani greci di fede cattolica. Ma Leone, essendo ancor troppo giovane per esservi ammesso, rimase a Paola e a Napoli affidato alle cure di Mario Spinelli, che gli fece studiare il latino e il greco. Entrato nel collegio greco alla fine del 1599, studiò approfonditamente le lingue classiche e si laureò in filosofia e teologia, senza però prendere gli ordini sacri. Rimasto per un triennio al servizio di Bernardo Giustiniani vescovo di Anglona, si recò a Chio, dove l'arcivescovo latino Marco Giustiniani lo elesse suo vicario generale. Ritornato a Roma, per dedicarsi allo studio della medicina sotto la guida dell'aristotelico Giulio Cesare Lagalla, di cui poi scrisse la vita in latino, conseguì i gradi accademici nell'ottobre del 1616. La sua fama di esperto di lingua e letteratura greca e latina crebbe di giorno in giorno. Papa Paolo V lo nominò Scriptor Graecus alla Biblioteca Vaticana (dal 1618); Gregorio XV gli affidò l'incarico di eseguire il trasferimento da Heidelberg a Roma della Biblioteca Palatina donata alla Santa Sede dall'elettore di Baviera Massimiliano I dopo l'espugnazione della città per opera del conte di Tilly. Per questa delicata missione compiuta con prudenza ed energia, della quale stese un'accurata breve relazione, il pontefice pensava di premiarlo degnamente. Ma con l'improvvisa morte di Gregorio XV l'Allacci fu privato di un importante protettore, dal momento che con il successore Urbano VIII aveva avuto precedenti contrasti. Godette però della protezione del cardinale Lelio Biscia, e Francesco Barberini lo nominò suo bibliotecario. Alla morte di Luca Olstenio (1661) fu nominato da Alessandro VII primo custode della Biblioteca Vaticana. Morì il 19 gennaio 1669.
Della sua instancabile operosità, della sua vastissima erudizione nella letteratura sacra e profana sono testimoni le cosiddette Carte Allacciane della Biblioteca Vallicelliana di Roma, che formano duecentotrenta volumi, nelle quali, oltre alle opere manoscritte dell'Allacci, di cui parecchie ancora inedite, si trovano copie sue e dei suoi amanuensi ed eredi di molti codici greci, latini e italiani. Le numerosissime pubblicazioni dell'Allacci (una sessantina) comprendono:
1. Edizioni critiche di testi antichi, tradotti e annotati, per le quali si meritò la lode di Editor princeps (Socratis, Antisthenis et aliorum Socraticorum epistulae, Parigi 1637; Monumentum Adiulitanum, Roma 1638; Excerpta varia Graecorum Sophistarum ac Rhetorum, Roma 1641; Σύμμικρα sive opusculorum Graecorum et Latinorum vetustiorum et recentiorum libri decem, Roma 1668; Georgii Acropolitae historia, Parigi 1651, nella collezione dei Byzantine du Louvre);
2. Opere riguardanti le controversie tra cattolicesimo e ortodossia, scritte con l'intento di attenuare le divergenze e di accentuare le concordanze dottrinali e disciplinari comuni alle due chiese (opera capitale è il De Ecclesiae occidentalis atque orientalis perpetua consensione, Colonia 1648);
3. Opere di storia della letteratura (De patria Homeri, Lione 1640, e una serie di diatribe De Psellis eorumque scriptis, Roma 1634, De Georgiis, Parigi 1651, De Symeonum scriptis, Parigi 1664, ecc., con le quali tentò di eliminare le confusioni prodotte dall'omonimia);
4. Opere di varia erudizione (Animadversiones in antiquitatum Etruscarum fragmenta, Parigi 1640 e Roma 1642; De mensura temporum antiquorum et praecipue Graecorum, Colonia 1645).

Importanti anche i contributi allacciani alla storia della letteratura italiana:
1. Poeti antichi raccolti da codici manoscritti della Biblioteca Vaticana e Barberina, Napoli 1661, accompagnati da dotte Illustrazioni (ristampate a Firenze nel 1847), prima parte di un più ampio lavoro intorno ai poeti italiani dei primi secoli;
2. Drammaturgia divisa in sette indici, Roma 1666, ricchissima lista di opere teatrali edite e inedite in lingua italiana (accresciuta e continuata fino all'anno 1755, Venezia 1755): per essa, come per i Poeti antichi, l'Allacci si valse della preziosa collaborazione di Angelico Aprosio.

Come altri umanisti del tempo, scrisse anche poesie d'occasione in greco e latino (Eridanus, Melissolyra in lode di Denis Pétau, Hellas per la nascita del Delfino, poesie per Cristina di Svezia).

## Opere
- (EL, LA) Leone Allacci, Leonis Allatii Eridanus, ad eminentissimum, & reuerendissimum principem Antonium Barberinum S.R.E. card. Interprete Bartholomaeo Tortoletto, Roma, apud haeredes Mascardi, 1635.
- (LA) Leone Allacci, De Graecorum hodie quorundam opinationibus, Colonia, apud I. Kalcovium & socios, 1645.
- (LA) Leone Allacci, De ecclesiae occidentalis atque orientalis perpetua consensione, Colonia, apud Jodocum Kalcovium, 1648.
- (LA) Leone Allacci, Concordia nationum orientalium christianarum in fidei catholicae dogmate, Magonza, typis Nicolai Heyllii, 1655.
- Leone Allacci, Vita e morte del P.F. Alessandro Baldrati da Lugo, fatto morire nella Città di Scio dà Turchi per la Fede Cattolica li 10. Di Febraro 1645, Roma, per Francesco Moneta, 1657.
- (LA) Leone Allacci, De symeonum scriptis diatriba, Parigi, sumptibus Simeonis Piget, 1644.
- Leone Allacci, Drammaturgia, Roma, per il Mascardi, 1666.
- Apes urbanae [Roma 1633], a cura di Michel-Pierre Lerner, Aurifodina Philosophica, CESDES, 1998,ISBN 88-87143-22-6